# Niespokojna dusza
Niespokojna dusza – utwór zespołu IRA pochodzący z szóstej płyty Ogrody. Kompozycja została zamieszczona na szóstej pozycji na krążku, trwa 3 minuty i 58 sekund i jest jednym z krótszych utworów znajdujących się na płycie.
Tekst utworu adresowany jest do młodych osób, opowiada o młodości i niespokojnej duszy. Tekst zachęca młodego odbiorcę aby nie zatrzymywał się, tylko wykorzystał jak najlepiej swoją młodość, gdyż ma ją tylko raz. Autorem tekstu jest wokalista Artur Gadowski, kompozytorem utworu jest gitarzysta Piotr Łukaszewski. Utwór utrzymany jest w ostrym i dynamicznym rockowym brzmieniu, połączonym z solówką gitarową.
Utwór nigdy nie został zagrany na żywo.

## Twórcy
IRA
- Artur Gadowski – śpiew, chór
- Wojtek Owczarek – perkusja
- Piotr Sujka – gitara basowa, chór
- Kuba Płucisz – gitara rytmiczna
- Piotr Łukaszewski – gitara prowadząca

Produkcja
- Nagrywany oraz miksowany: Studio S-4 w Warszawie 12 czerwca – 30 lipca 1995 roku
- Producent muzyczny: Leszek Kamiński
- Realizator nagrań: Leszek Kamiński
- Kierownik Produkcji: Elżbieta Pobiedzińska
- Mastering: Classicord – Julita Emanuiłow oraz Leszek Kamiński
- Aranżacja: Piotr Łukaszewski
- Tekst utworu: Artur Gadowski
- Projekt graficzny okładki: Katarzyna Mrożewska
- Opracowanie i montaż zdjęć: Piotr Szczerski ze studia Machina
- Zdjęcia wykonała: Beata Wielgosz
- Sponsor zespołu: Mustang Poland